# Trendon Watford
Trendon Nelson Watford (Birmingham, 9 de novembro de 2000) é um jogador norte-americano de basquete profissional que atualmente joga no Philadelphia 76ers da National Basketball Association (NBA).
Ele jogou basquete universitário por LSU. Em 2025, ao fim da temporada, ele se tornou agente livre e assinou com o Philadelphia 76ers um contrato de US$ 5,3 milhões em 2 anos.

## Carreira no ensino médio
Watford começou sua carreira de jogador de basquete no Shades Valley High School em Irondale, Alabama. Após isso, ele se mudou para a Mountain Brook, Alabama, onde jogou basquete no Mountain Brook High School em seus últimos anos. Um prospecto de cinco estrelas altamente elogiada, Watford detém muitos recordes do estado do Alabama, entre eles, o recorde de rebotes. Ele levou Mountain Brook a três títulos estaduais consecutivos de 2017 a 2019.

### Recrutamento
Em 20 de maio de 2019, ele se comprometeu com o treinador Will Wade e com LSU.
| Recrutamento | Recrutamento                           | Recrutamento        | Recrutamento       | Recrutamento   | Recrutamento       |
| Nome | Cidade Natal                           | Escola/Universidade | Altura             | Peso           | Data da revisão    |
| --- | -------------------------------------- | ------------------- | ------------------ | -------------- | ------------------ |
| Trendon Watford PF | Birmingham, AL                         | Mountain Brook (AL) | 6 ft 8 in (2.03 m) | 210 lb (95 kg) | 20 de maio de 2019 |
| Trendon Watford PF | Recrutamento: Rivals: 247sports: ESPN: |                     |                    |                |                    |
| Classificação geral de novatos: 247Sports: 19º \| Rivals: 16º \| ESPN: 19º |                                        |                     |                    |                |                    |
| - Nota: Em muitos casos, Scout, Rivals, 247Sports e ESPN podem entrar em conflito em suas listas de altura e peso, nestes casos, a média foi obtida. A ESPN mede os calouros numa escala de 0 a 100. - Fonte: |                                        |                     |                    |                |                    |

## Carreira universitária
Em sua estreia por LSU, uma vitória por 88-79 sobre Bowling Green, Watford marcou 10 pontos. Em 19 de novembro de 2019, ele teve seu primeiro duplo-duplo universitário com 12 pontos e 12 rebotes na derrota para o UMBC por 77-50. Em 25 de janeiro de 2020, Watford marcou 22 pontos, o recorde de sua carreira, em uma vitória por 69-67 sobre Texas. Em sua primeira temporada, Watford teve médias de 13,6 pontos e 7,2 rebotes e foi nomeado para a Equipe de Calouros da SEC. Após a temporada, Watford se declarou para o draft da NBA de 2020.
Em 3 de agosto, ele anunciou que estava voltando para LSU para sua segunda temporada. Ele marcou 30 pontos, o recorde de sua carreira, em uma derrota na final do Torneio da SEC para Alabama. Em seu segundo ano, Watford teve médias de 16,3 pontos e 7,4 rebotes. Após a temporada, ele se declarou para o draft da NBA de 2021 e contratou um agente, abrindo mão de sua elegibilidade universitária.

## Carreira profissional

### Portland Trail Blazers (2021–2023)
Depois de não ter sido selecionado no draft da NBA de 2021, Watford assinou com o Portland Trail Blazers em um contrato de mão dupla em 3 de agosto de 2021. Seu contrato foi convertido para um acordo padrão em 21 de fevereiro de 2022. Em 12 de março, ele marcou 27 pontos, o recorde da temporada, e seis rebotes na vitória por 127–118 sobre o Washington Wizards.
Em 17 de julho de 2022, Watford registrou 19 pontos, sete rebotes, duas assistências, três roubos de bola e um bloqueio para levar os Blazers a uma vitória por 85-77 sobre o New York Knicks na final da Summer League de 2022.
Em 30 de junho de 2023, Watford foi dispensado pelos Trail Blazers.

### Brooklyn Nets (2023–Presente)
Em 3 de agosto de 2023, Watford assinou um contrato de 1 ano e US$2.02 milhões com o Brooklyn Nets. Em 9 de julho de 2024, ele re-assinou com o Brooklyn em um contrato de 1 ano e US$2.7 milhões.

## Estatísticas da carreira

### NBA

#### Temporada regular
| Ano      | Equipe   | PJ  | PT | MPJ  | AP   | 3P   | LL   | RT  | AS  | BR | TO | PPJ |
| -------- | -------- | --- | -- | ---- | ---- | ---- | ---- | --- | --- | -- | -- | --- |
| 2021–22  | Portland | 48  | 10 | 18.1 | .532 | .237 | .755 | 4.1 | 1.7 | .5 | .6 | 7.6 |
| 2022–23  | Portland | 62  | 12 | 19.1 | .560 | .391 | .720 | 3.8 | 2.1 | .5 | .2 | 7.4 |
| 2023–24  | Brooklyn | 63  | 2  | 13.6 | .527 | .397 | .794 | 3.1 | 1.3 | .4 | .3 | 6.9 |
| Carreira | Carreira | 173 | 24 | 16.9 | .539 | .341 | .756 | 3.6 | 1.7 | .4 | .3 | 7.3 |

### Universitário
| Ano      | Equipe   | PJ | PT | MPJ  | AP   | 3P   | LL   | RT  | AS  | BR  | TO | PPJ  |
| -------- | -------- | -- | -- | ---- | ---- | ---- | ---- | --- | --- | --- | -- | ---- |
| 2019–20  | LSU      | 31 | 30 | 31.6 | .489 | .269 | .674 | 7.2 | 1.7 | .9  | .7 | 13.6 |
| 2020–21  | LSU      | 28 | 28 | 34.6 | .480 | .316 | .651 | 7.4 | 2.9 | 1.1 | .6 | 16.3 |
| Carreira | Carreira | 59 | 58 | 33.1 | .484 | .292 | .662 | 7.3 | 2.3 | 1.0 | .6 | 14.9 |

Fonte: